# Lanac (skup)
Lanac je totalno uređeni podskup parcijalno uređenog skupa. U lancu su svaka dva elementa usporediva, dok u antilancu vrijedi suprotno. Ako je C lanac, onda mu je duljina |C|−1 . Lancima se bavi Spernerov teorem, Lubell-Yamamoto-Meshalkinova nejednakost, Mirskyev teorem, Dilworthov teorem i dr.
Svaki lanac i antilanac u P imaju presjek u kojem je najviše jedan član. Zbog toga je duljina svakog lanca manja od najmanjeg broja antilanaca koji čija unija sadrži cijeli P, a veličina svakog antilanca je najviše jednaka najmanjem broju lanaca čija unija sadrži čitavi P.
Jedan od preduvjeta Zornove leme je da lanac mora biti neprazan.